# Frédéric Wirth
Frédéric Wirth, né le 11 avril 1915 et mort le 13 juillet 1999, est un homme politique français.

## Détail des fonctions et des mandats
Mandat parlementaire
- 3 octobre 1977 - 1er octobre 1986 : Sénateur des Français établis hors de France